# Carach Angren
Carach Angren – holenderski zespół grający symfoniczny black metal. Został założony w 2003 roku przez byłych członków zespołów Inger Indolia i Vaultage. Charakterystyczne dla ich stylu jest używanie orkiestry jako bazy do ich utworów. Wszystkie ich albumy są albumami koncepcyjnymi, co oznacza, że teksty bazują chociażby na folklorze, legendach czy historiach.

## Nazwa
Pomysłodawcą nazwy był Seregor. Nazwa ta jest zapożyczona z serii Władca pierścieni J.R.R. Tolkiena i oznacza „żelazne szczęki” w języku sindarińskim.

## Historia
Carach Angren zostało uformowane w 2003 roku w Landgraaf w Holandii przez byłych członków zespołów Inger Indolia i Vaultage – Dennisa „Seregora” Droomersa, Clemensa „Ardka” Wijersa i Ivo „Namtara” Wijersa.
Ich pierwszym wydaniem był mini-album The Chase Vault Tragedy z 2004 roku opowiadający o legendzie z XIX wieku, w której to trumny same się ruszyły. Rok po tym, wydali kolejny mini-album, Ethereal Veiled Existence, który opisywał historię Brązowej Damy z holu Raynham.
Dwa lata później zostali przygarnięci przez Maddening Media i wtedy to zaczęli pracować nad swoim pierwszym studyjnym albumem, Lammendam, który opowiadał o duchu z Leiffartshof. Album został wydany w 2008 roku i był pozytywnie przyjęty przez recenzentów.
Ich drugi album opowiadający o Latającym Holendrze, Death Came Through a Phantom Ship, wydali w 2010 roku, to znaczy, dwa lata po pierwszym albumie, ciągle pod skrzydłami Maddening Media. Jednak ich trzeci album z 2012 roku, Where the Corpses Sink Forever, utrzymany w realiach wojen światowych, został już wydany przez Season of Mist, a poprzednie dwa albumy zostały wydane ponownie po roku, tym razem spod szyldu nowej dla nich wytwórni.
Będąc ciągle z wytwórnią Season of Mist, wydali w 2015 roku This Is No Fairytale, album koncepcyjny stawiający w krzywym zwierciadle opowieść o Jasiu i Małgosi.

## Muzycy
|  | Obecny skład - Dennis „Seregor” Droomers – wokal, gitara rytmiczna (2003-obecne) - Clemens „Ardek” Wijers – klawisze, orkiestra (2003-obecne) - Ivo „Namtar” Wijers – bębny, perkusja (2003-obecne) Muzycy sesyjni - Nikos Mavridis – skrzypce (d 2008) - Philip Breuer – gościnne wokale (2008, 2012) - Patrick Damiani – gitara basowa (2008-2010) - Yves Blaschette – wiolonczela (2008) - Hye-Jung – żeński wokal (2008) | Muzycy koncertujący - Nikos Mavridis – skrzypce (od 2013) - Diogo „Yogy” Bastos – gitara rytmiczna (od 2016) - Patrick Damiani – gitara basowa (2008-2010) - Koen „Trystys” Verstralen – gitara rytmiczna (2008-2010) - Marcel „Valak” Hendrix – gitara rytmiczna (2010-2012) |

## Dyskografia
|  | Albumy studyjne - Lammendam (2008) - Death Came Through a Phantom Ship (2010) - Where the Corpses Sink Forever (2012) - This Is No Fairytale (2015) - Dance and Laugh Amongst the Rotten (2017) - Franckensteina Strataemontanus (2020) | Mini-albumy - The Chase Vault Tragedy (2004) - Ethereal Veiled Existence (2005) |